# Alstom Citadis
Az Alstom Citadis a francia Alstom alacsony padlós villamos családja. Összesen 1140 villamos készült el, melyek 28 városban közlekednek.

## Változatok
- Citadis 100
- Citadis 202
- Citadis 301
- Citadis 302
- Citadis 401
- Citadis 402
- Citadis 403
- Citadis X-04
- Regio-Citadis
- Citadis-Dualis

## Üzemeltetők

### Afrika
| Ország                  | Város       | Típus | Sorozat   | Darabszám | Év   | Hossz (m)                                   | Szélesség (m) | Megjegyzés                    |
| ----------------------- | ----------- | ----- | --------- | --------- | ---- | ------------------------------------------- | ------------- | ----------------------------- |
| Algéria                 | Algéria     | 302   | 101 - 141 | 41        | 2010 |                                             |               |                               |
| Algéria                 | Constantine | 302   |           | 27        |      |                                             |               |                               |
| Algéria                 | Orán        | 302   |           |           | 2010 | 30                                          |               |                               |
| Marokkó                 | Casablanca  | 302   |           | 74        | 2012 |                                             |               | Több egységet képes vezérelni |
| Marokkó                 | Salé&Rabat  | 302   |           | 22        | 2010 |                                             |               |                               |
| Egyesült Arab Emírségek | Dubaj       | 402   |           | 25        | 2011 |                                             |               | APS áramellátással            |
| Tunézia                 | Tunisz      | 302   | 401 - 430 | 30        | 2007 | 32 - 64 lehet összekapcsolt szerelvényekkel | 2,4           |                               |

### Amerika
| Ország    | Város        | Típus | Sorozat | Darabszám | Év   | Hossz (m) | Szélesség (m) | Megjegyzés                                                                                |
| --------- | ------------ | ----- | ------- | --------- | ---- | --------- | ------------- | ----------------------------------------------------------------------------------------- |
| Argentína | Buenos Aires | 302   |         | 2         | 2007 | 32,5      | 2,40          | A villamosokat a franciaországi Mulhouse várostól bérelték, 2008-ban kellett visszaadni.. |
| Argentína | Buenos Aires | 302   |         | 2         | 2008 |           | 2,40          | A villamosokat Madrid-tól kapták kölcsönbe.                                               |

### Ázsia
| Ország      | Város      | Típus | Sorozat | Darabszám | Év   | Hossz (m) | Szélesség (m) | Megjegyzés                    |
| ----------- | ---------- | ----- | ------- | --------- | ---- | --------- | ------------- | ----------------------------- |
| Izrael      | Jeruzsálem | 302   |         | 46        | 2009 |           |               |                               |
| Törökország | Isztambul  | 301   | 801-837 | 37        | 2009 | 28        | 2,65          | összekapcsolható szerelvények |

### Európa

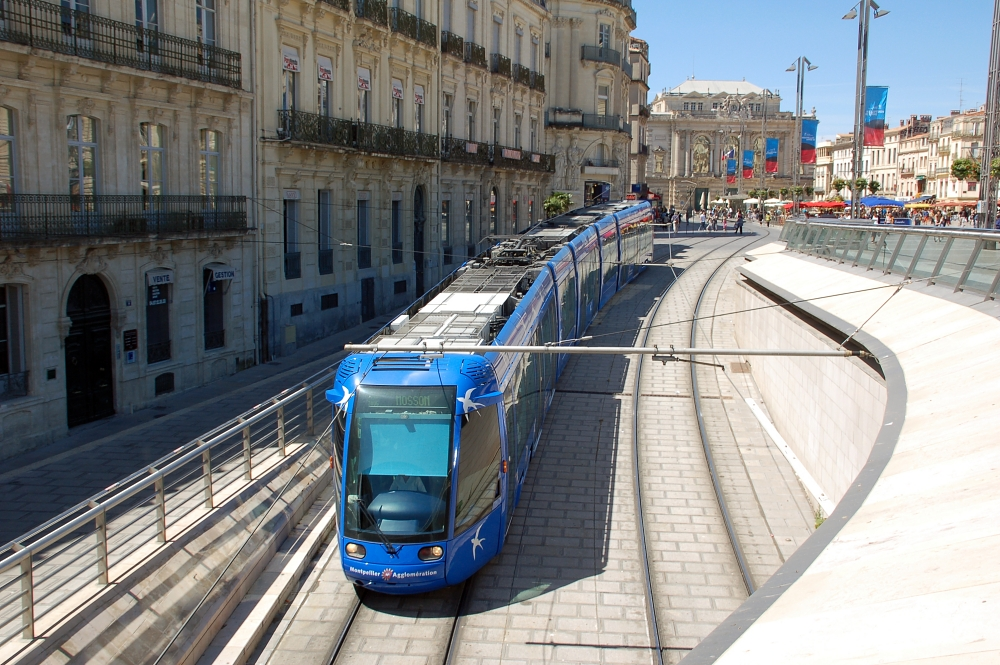
Egy Citadis 401 Montpellierben

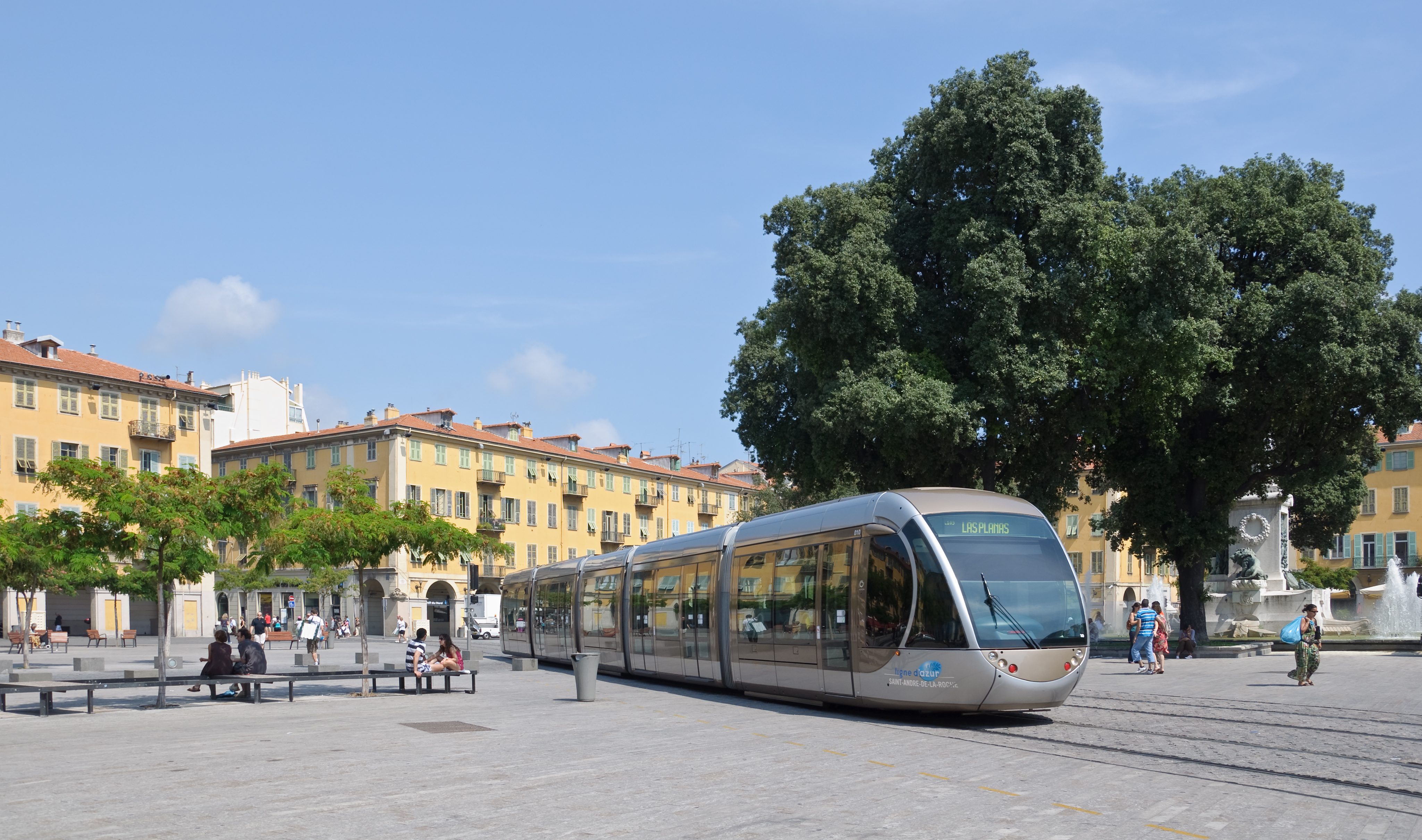
Egy Citadis 302 Nizzában

Az Alstom Citadis szinte monopolhelyzetben van Franciaországban, ahoy az új villamosszerelvények szinte mind alacsony padlósak, és ezek közül szinte mindegyik Citadis.
| Ország        | Város        | Típus        | Sorozat                                         | Darabszám | Év                  | Hossz (m) | Szélesség (m) | Megjegyzés                                                         |
| ------------- | ------------ | ------------ | ----------------------------------------------- | --------- | ------------------- | --------- | ------------- | ------------------------------------------------------------------ |
| Franciaország | Angers       | 302          |                                                 | 17        | 2009                | 32,4      | 2,40          |                                                                    |
| Franciaország | Bordeaux     | 402          | 2201 - 2232 2301 - 2306 2501 - 2520 2801 - 2804 | 62        | 2002 2003 2005 2008 | 43,9      | 2,40          |                                                                    |
| Franciaország | Bordeaux     | 302          | 2241 - 2246 2541 - 2546                         | 12        | 2002 2005           | 32,8      | 2,40          |                                                                    |
| Franciaország | Grenoble     | 402          | 6001 - 6035                                     | 35        | 2005                | 43        | 2,40          |                                                                    |
| Franciaország | Grenoble     | 402          | 6036 - 6050                                     | 14        | 2009                | 43        | 2,40          |                                                                    |
| Franciaország | Le Havre     | ?            |                                                 | 22        | 2011-2012           |           |               |                                                                    |
| Franciaország | Le Mans      | 302          | 01 - 23                                         | 23        | 2007                | 32,0      | 2,40          |                                                                    |
| Franciaország | Lyon         | 302          | 0801 - 0847                                     | 47        | 2000                | 32,4      | 2,40          |                                                                    |
| Franciaország | Lyon         | 302          | 0848 - 0857                                     | 10        | 2006                | 32,4      | 2,40          |                                                                    |
| Franciaország | Lyon         | 302          | 0858 - 0870                                     | 13        | 2009                | 32,4      | 2,40          |                                                                    |
| Franciaország | Lyon         | 302          | 0871 - 0873                                     | 3         | 2010                | 32,4      | 2,40          |                                                                    |
| Franciaország | Montpellier  | 301          | 2001 - 2028                                     | 28        | 1999 - 2000         | 40,9      |               |                                                                    |
| Franciaország | Montpellier  | 301          | 2029 - 2030                                     | 2         | 2000                | 40,9      |               |                                                                    |
| Franciaország | Montpellier  | 302          | 2031 - 2033                                     | 3         | 2006 - 2007         | 32,5      |               |                                                                    |
| Franciaország | Montpellier  | 302          | 2041 - 2064                                     | 24        | 2006 - 2007         | 32,5      |               |                                                                    |
| Franciaország | Montpellier  | 402          |                                                 | 23        |                     | 43        |               |                                                                    |
| Franciaország | Mulhouse     | 302          | 01 - 27                                         | 27        | 2005 - 2006         | 32,5      |               |                                                                    |
| Franciaország | Nizza        | 302          | 01 - 20                                         | 20        | 2006 - 2007         | 33        |               |                                                                    |
| Franciaország | Orléans      | 301          | 39 - 60                                         | 22        | 2000                | 29,9      | 2,32          |                                                                    |
| Franciaország | Orléans      | 302          | 61 - 81                                         | 21        | 2010-2011           | 32,3      | 2,40          |                                                                    |
| Franciaország | Paris        | 302          | 0401 - 0413                                     | 13        | 2002                | 32,2      | 2,40          | T2                                                                 |
| Franciaország | Paris        | 302          | 0414 - 0426                                     | 13        | 2003                | 32,2      | 2,40          | T2                                                                 |
| Franciaország | Paris        | 302          | 0427 - 0442                                     | 16        | 2008                | 32,2      | 2,40          | T2                                                                 |
| Franciaország | Paris        | 302          | 0442 - 0459                                     | 18        | 2010                | 32,2      | 2,40          | T2                                                                 |
| Franciaország | Paris        | 402          | 0301 - 0321                                     | 21        | 2006                | 43,7      | 2,65          | T3                                                                 |
| Franciaország | Paris        | 402          | 0322 - 0346                                     | 25        | 2012                | 43,7      | 2,65          | T3                                                                 |
| Franciaország | Reims        | 302          | 101 - 118                                       | 18        | 2010                | 32,4      | 2,40          |                                                                    |
| Franciaország | Rouen        | 402          |                                                 | 27        | 2011 - 2012         | 40-45     | 2,40          | A TFS (Tramway Français Standard) felváltására                     |
| Franciaország | Strasbourg   | 403          | 2001 - 2041                                     | 41        | 2005 - 2006         | 45,1      | 2,40          |                                                                    |
| Franciaország | Toulouse     | 302          |                                                 | 18        | 2009 - 2010         | 32,4      | 2,40          |                                                                    |
| Franciaország | Tours        |              |                                                 | 21        | 2012 - 2013         | 43        | 2,40          | Felszíni APS áramellátással                                        |
| Franciaország | Valenciennes | 302          |                                                 | 33        | 2006                | 33        | 2,40          |                                                                    |
| Németország   | Kassel       | RegioCitadis | 701 - 718                                       | 18        | 2004 - 2005         | 36,8      | 2,65          |                                                                    |
| Németország   | Kassel       | RegioCitadis | 751 - 760                                       | 9         | 2004 - 2005         | 36,8      | 2,65          | Hibrid, dízelmotorral                                              |
| Írország      | Dublin       | 301          | 3001 - 3026                                     | 26        | 2003 - 2004         | 40        | 2,40          | Vörös vonal, 2007-ben 30-ről 40-re növelték a szerelvények hosszát |
| Írország      | Dublin       | 401          | 4001 - 4014                                     | 14        | 2003 - 2004         | 40        | 2,40          | Zöld vonal                                                         |
| Írország      | Dublin       | 401          | 5001 - 5026                                     | 26        | 2009                | 43        |               | Zöld vonal                                                         |
| Hollandia     | Hága         | RegioCitadis | 4001 - 4054                                     | 54        | 2006                | 36,8      | 2,65          |                                                                    |
| Hollandia     | Rotterdam    | 302          | 2001 - 2060                                     | 60        | 2003                | 31,6      | 2,4           | Egy vonal                                                          |
| Hollandia     | Rotterdam    | 302          | 2101-2153                                       | 53        | 2009                | 30        | 2,4           | Egy vonal                                                          |
| Spanyolország | Barcelona    | 302          |                                                 | 19        | 2004                | 32        | 2,65          | Trambaix hálózat                                                   |
| Spanyolország | Barcelona    | 302          |                                                 | 18        | 2007                | 32        | 2,65          | Trambesos hálózat                                                  |
| Spanyolország | Madrid       | 302          |                                                 | 70        | 2007                |           |               |                                                                    |
| Spanyolország | Tenerife     | 302          |                                                 | 20        | 2007                | 32,2      | 2,40          |                                                                    |
| Spanyolország | Murcia       | 302          |                                                 |           |                     |           |               |                                                                    |

### Óceánia

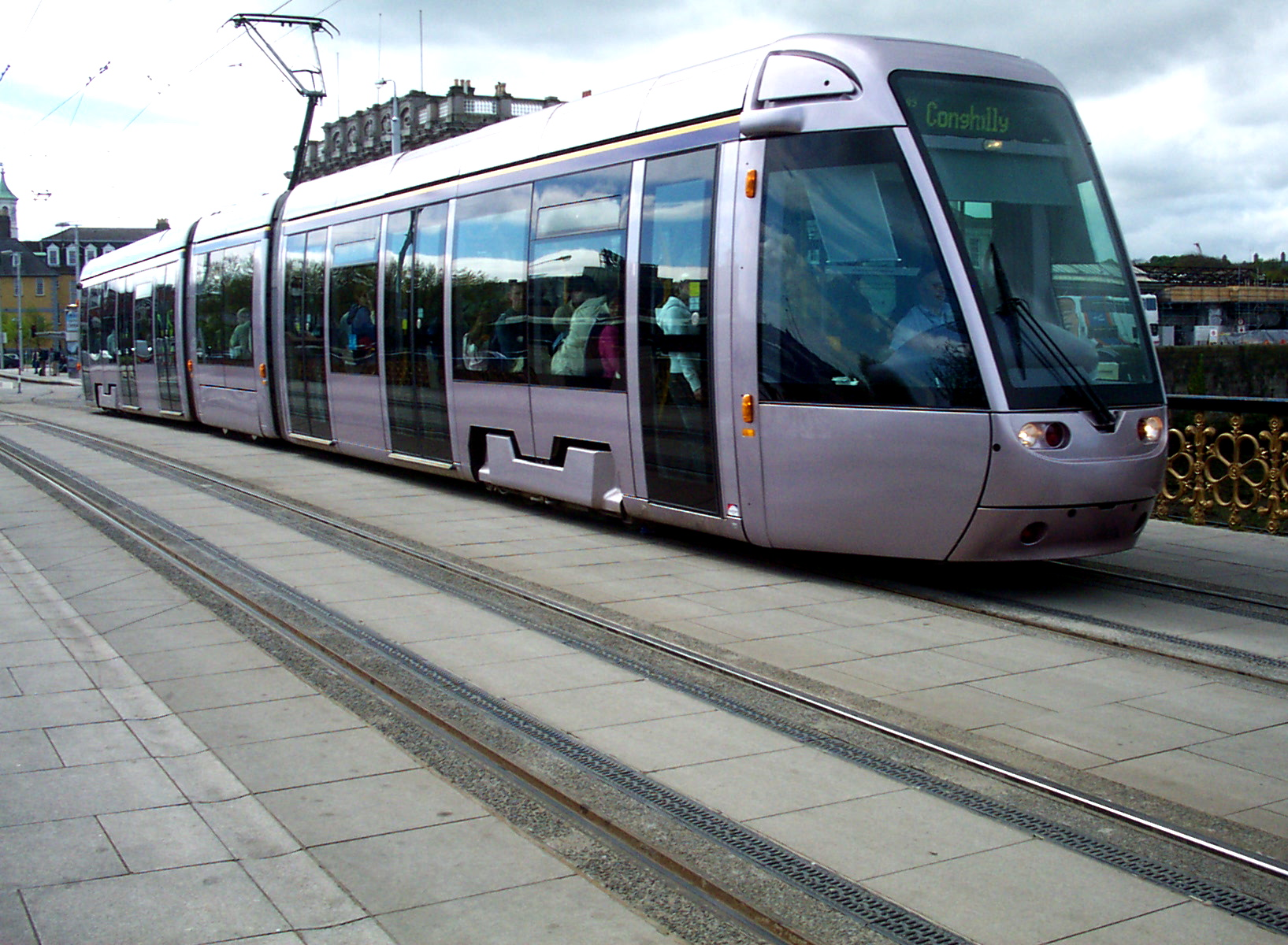
Egy Citadis 301 Dublinban

| Ország     | Város     | Típus | Sorozat     | Darabszám | Év          | Hossz (m) | Szélesség (m) | Megjegyzés                                                         |
| ---------- | --------- | ----- | ----------- | --------- | ----------- | --------- | ------------- | ------------------------------------------------------------------ |
| Ausztrália | Adelaide  | 302   |             | 6         | 2010        |           | 2,4           | Madrid kapta meg a feleslegessé vált Citadis 302 villamosokat      |
| Ausztrália | Melbourne | 202   | 3001 - 3036 | 36        | 2001        | 23,0      | 2,65          |                                                                    |
| Ausztrália | Melbourne | 302   |             | 27        | 2005 - 2006 | 32,5      | 2,65          | 2008 és 2011 között a város 5 db Citadis 302-t bérel Mulhouse-tól. |